# Inbus U150
L'Inbus U150 è un autobus italiano prodotto dal 1979 al 1993.

## Progetto
A partire dal 1977 la Inbus, consorzio di imprese operanti nel settore, aveva avviato la produzione del noto autobus U210 proposto nella sola taglia da 12 metri; era assente sul mercato un autobus di dimensioni ridotte che, coniugando a queste un'elevata capienza, fosse pratico da impiegare su percorsi difficili o a bassa affluenza. Per questo, nel 1979, partendo dal telaio Siccar 181C prodotto dalla Sicca, venne sviluppato il nuovo U150.

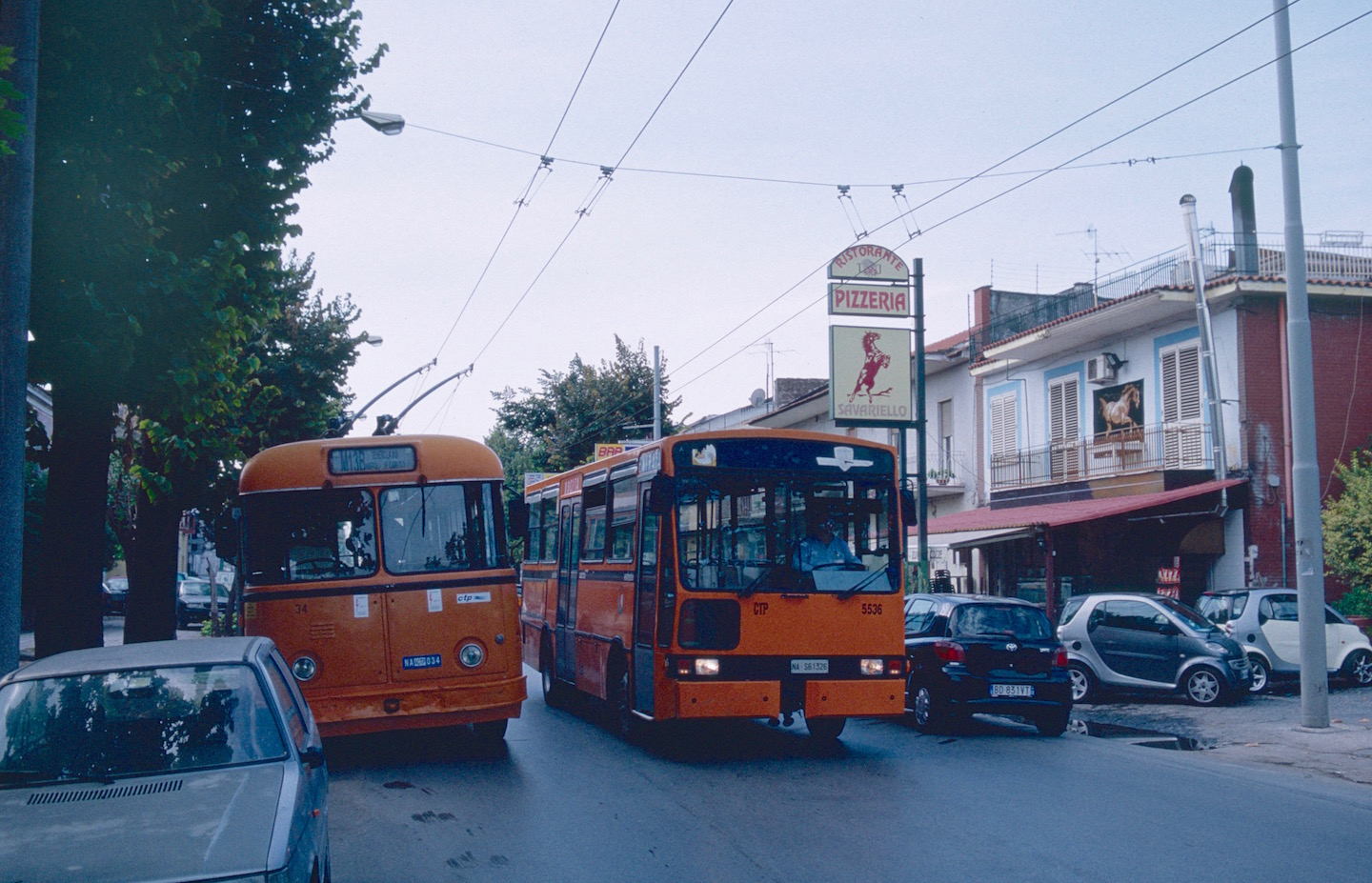
Inbus S150 della CTP in servizio a Teverola nel 2003

## Tecnica
Costruito sul telaio Siccar 181C, l'Inbus U150 era equipaggiato con un motore FIAT CP3-1/100 di derivazione OM, con cilindrata di 7412 cm3, erogante 148 cavalli. Per facilitare l'impiego su tratte acclivi, era disponibile il cambio manuale oppure automatico Allison AT545.
Esteticamente, si nota la forte parentela con il già citato U210 del quale riprende la forma del muso; è diversa la disposizione degli accessi, con la porta anteriore che si presenta dimezzata rispetto alle altre.
A partire dal 1987 la gamma, in occasione del passaggio al nuovo consorzio Bredabus, è stata denominata "Bredabus mod. Inbus U150".

## Versioni
Durante il lungo periodo di produzione, l'Inbus U150 è stato prodotto in più versioni, aventi le seguenti caratteristiche:

### Inbus U150
- Lunghezza: 8,6 metri
- Alimentazione: Gasolio
- Allestimento: Urbano
- Porte: 3, a libro o rototraslanti

### Inbus S150
- Lunghezza: 8,6 metri
- Alimentazione: Gasolio
- Allestimento: Suburbano
- Porte: 2, a libro o rototraslanti

### Inbus I150
- Lunghezza: 8,6 metri
- Alimentazione: Gasolio
- Allestimento: Interurbano
- Porte: 2 ad espulsione

## Diffusione
L'Inbus U150 ha conosciuto una discreta diffusione sul territorio italiano, in particolare nella versione urbana.
Grandi quantitativi hanno circolato presso ATAC Roma (90 esemplari), AMT Genova e ACT Trieste, più varie altre aziende in quantità minori, tra cui CTP Napoli, ATM Torino, La Panoramica Chieti, FCE Catania, AMTAB Bari e 17 esemplari per la rete CTM di Cagliari. Presso AMT Genova ha prestato servizio anche il prototipo del 1977 con carrozzeria Sicca, dalle forme simili a quella dei Fiat 418 Cameri.